# John Bullock Clark, Jr.
John Bullock Clark Jr. (14 januari 1831 –  7 september 1903) was een Amerikaanse militair en politicus. Tijdens de Amerikaanse Burgeroorlog diende hij in het Confederate States Army en klom hij op tot de rang van brigadegeneraal. Tijdens de Reconstructieperiode zetelde hij vijf opeenvolgende keren in het Huis van Afgevaardigden voor Missouri.

## Vroege jaren
John Bullock Clark Jr. werd geboren op 14 januari 1831 in Fayette, Missouri. Zijn vader, John Bullock Clark, zetelde drie maal in het Huis van Afgevaardigden. Clark Jr. liep school aan de Fayette Academy en studeerde aan de Universiteit van Missouri. Na zijn studies bracht hij twee jaar door in Californië. Hij verhuisde naar de oostkust en studeerde rechten  aan de Harvard-universiteit waar hij in 1854 zijn diploma behaalde. Clark Jr. keerde terug naar zijn thuisstaat en werd toegelaten tot de balie en startte een advocatenkantoor.

## Amerikaanse Burgeroorlog
Na het uitbreken van de Amerikaanse Burgeroorlog meldde hij zich aan bij het Confederate States Army. Clark Jr. werd benoemd tot luitenant in het 6th Missouri Infantry Regiment. Hij werd al snel bevorderd tot kapitein en later majoor. Clarck Jr. nam deel aan de Slag bij Carthage en de slag bij Springfield. Hij werd opnieuw bevorderd en voerde als kolonel een brigade aan tijdens de Slag bij Pea Ridge. Clark Jr. diende voornamelijk in Missouri en Arkansas onder leiding van generaal-majoor Thomas C. Hindman. Op 6 maart 1864 werd Clark Jr. bevorderd tot brigadegeneraal. Hij werd overgeplaatst naar het Trans-Mississippifront en diende onder generaal-majoor John S. Marmaduke en brigadegeneraal Joseph O. Shelby tijdens Prices raid.

## Latere jaren
Na de oorlog keerde hij terug naar Fayette en nam opnieuw de draad op als advocaat. Hij werd voor zijn thuisstaat verkozen in het Huis van Afgevaardigden voor de Democratische Partij en werd nog vier keer herkozen. Hij zetelde tussen 1873 en 1883. Clarck Jr. werd tijdens zijn zitting in het parlement benoemd tot voorzitter van het comité voor de post. Hij stelde zich opnieuw verkiesbaar in 1882, maar werd niet herkozen. Clark Jr. bleef echter in Washington D.C. en werd hoofd van de administratie voor het Huis van Afgevaardigden. Hij bleef in functie tot 1889. Na zijn politieke loopbaan bouwde hij een advocatenkantoor uit in Washington D.C. Hij overleed op 7 september 1903 en werd begraven op het Rock Creek Cemetery in Washington D.C..